# Bardistus cibarius
Bardistus cibarius is een keversoort uit de familie boktorren (Cerambycidae). De wetenschappelijke naam van de soort is voor het eerst geldig gepubliceerd in 1841 door Newman.